# デイヴィッド・コックス (統計学者)

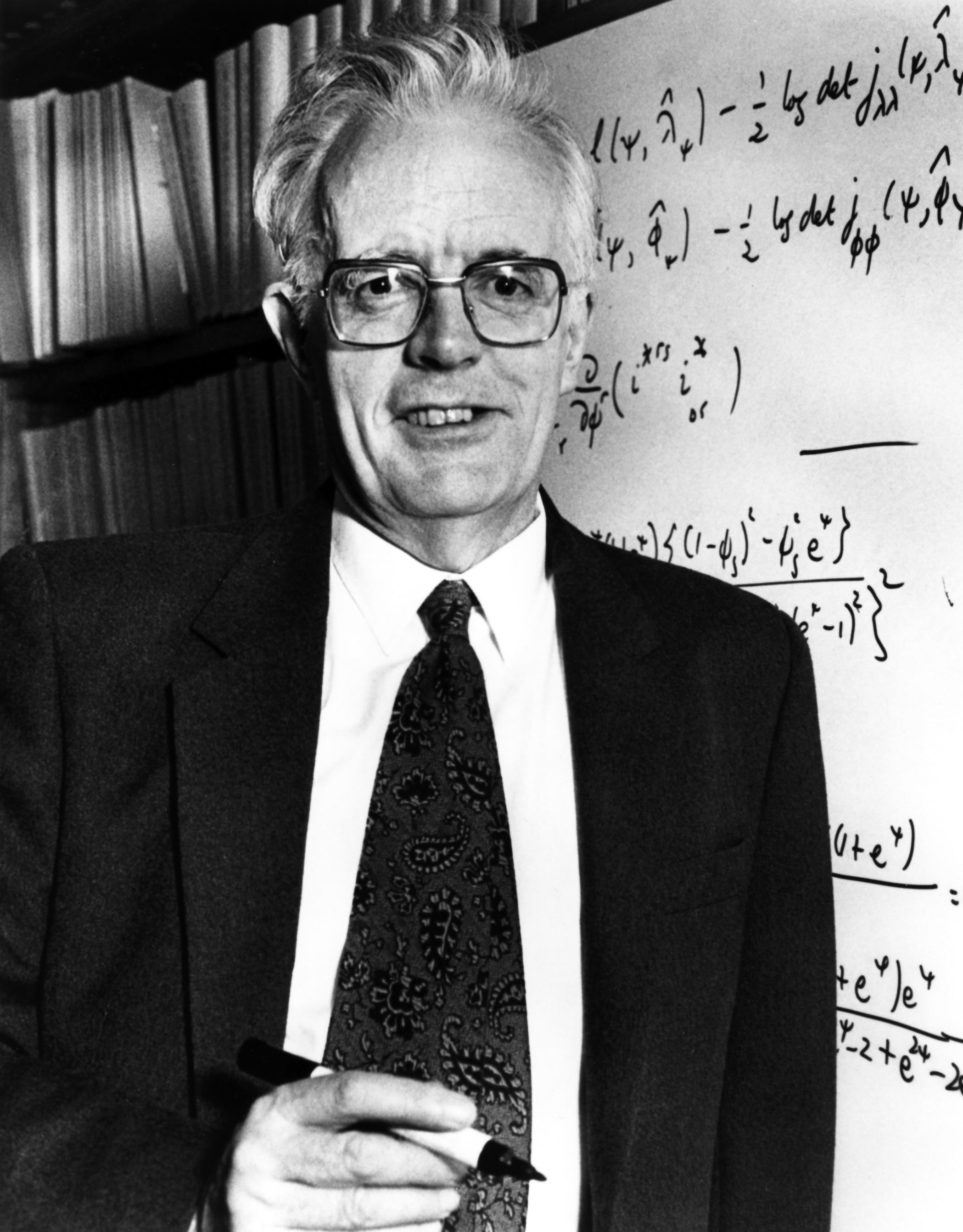
デイヴィッド・コックス(1980)

サー・デイヴィッド・ロクスビー・コックス（David Roxbee Cox, 1924年7月15日 - 2022年1月18日）は、イギリスの数理統計学者。主な業績はロジスティック回帰や、生存分析におけるログランク検定や比例ハザードモデル（Coxモデル）。

## 経歴
バーミンガム出身。1944年、ケンブリッジ大学セント・ジョンズ・カレッジに入学すると同時にイギリス王立航空機関に配属され、研究を進め、1946年に卒業、1949年リーズ大学からPh.D.を取得した。リーズにある英国羊毛産業研究協会に一年間勤務し、1950年からケンブリッジ大学の統計学部の講師を務め、1955年からは渡米してプリンストン大学とカリフォルニア大学バークレー校の客員研究員を務めた。1966年から1988年までインペリアル・カレッジ・ロンドンの教授を務め、1988年から1994年までオックスフォード大学ナフィールド・カレッジの学寮長を務めた。
1973年王立協会フェロー選出。1985年にナイト爵位に叙された。1982年から1984年まで王立統計学会会長。1995年から1997年まで国際統計協会会長。

## 主な受賞歴
- 1961年 - ガイ・メダル銀メダル
- 1973年 - ガイ・メダル金メダル
- 1992年 - マックス・プランク賞
- 2010年 - コプリ・メダル

## 参照
- David Cox  University of Oxford
- Ausgewählte Arbeiten von David Cox
- Festschrift zu Cox’ 80. Geburtstag
- Beitrag 1 über David Cox im Deutschlandfunk